# Brca
Brca (cyr. Брца) – wieś w Czarnogórze, w gminie Bar. W 2011 roku liczyła 274 mieszkańców.